# کوپ آمبا
کوپ آمبا (انگلیسی: Coop amba) شرکت خرده‌فروشی دانمارکی است، که در سال ۱۸۹۶ تأسیس شد.